# Paul Lindau

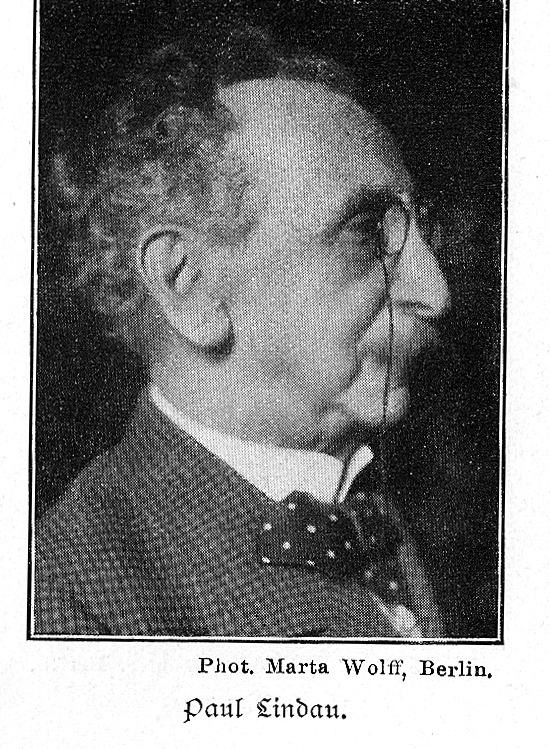
Paul Lindau

Paul Lindau (* 3. Juni 1839 in Magdeburg; † 31. Januar 1919 in Berlin) war ein deutscher Schriftsteller, Journalist und Theaterleiter.

## Leben
Paul Lindau war Sohn des Arztes und späteren Justizkommissars Carl Ferdinand Leopold Lindau, der vom Judentum zum Protestantismus konvertiert war, und der Henriette Bernadine Müller in Magdeburg. Er hatte die älteren Geschwister Anna, Salonnière, Schriftstellerin und Übersetzerin und den Schriftsteller und Diplomaten Rudolf. 1847 zog die Familie nach Berlin um, und Paul besuchte das Dorotheenstädtische Realgymnasium. Anschließend studierte er von 1857 bis 1859 Philosophie und Literaturgeschichte in Halle, Leipzig und Berlin.
Danach ging er nach Paris, arbeitete an einer Dissertation über Molière und lernte Victorien Sardou, Émile Augier und Alexandre Dumas d. J. kennen, deren Werke er später ins Deutsche übersetzte.
Nach seiner Rückkehr leitete er 1864/65 die Düsseldorfer Zeitung, 1866/69 die Elberfelder Zeitung, 1870 das Neue Blatt (Leipzig) sowie den Bazar in Berlin. 1871 übersiedelte er in die Reichshauptstadt und gründete hier die Wochenschrift Die Gegenwart, die er bis 1881 leitete. 1877 rief er mit der Monatsschrift Nord und Süd eine Zeitschrift ins Leben, die der Deutschen Rundschau von Julius Rodenberg erheblich Konkurrenz bereitete. Lindau hat für seine beiden Periodika fast alle prominenten Autoren seiner Zeit gewinnen können, so Berthold Auerbach, Theodor Fontane, Karl Gutzkow, Paul Heyse, Friedrich Schrader und Gottfried Keller. Nord und Süd gab er bis 1904 heraus.
Nebenbei widmete sich Lindau intensiv dem Theater. 1895 wurde er zum Intendanten des Hoftheaters in Meiningen berufen, dem er bis zu seinem Rücktritt 1899 vorstand. Zurückgekehrt nach Berlin war er hier von 1900 bis 1903 Direktor des Berliner Theaters. Zwischen 1909 und 1917 war Lindau Dramaturg des Königlichen Schauspielhauses. Schon früh experimentierte er mit den künstlerischen Möglichkeiten des Films. So schrieb er nach seinem gleichnamigen Schauspiel das Drehbuch zu dem Film Der Andere mit Albert Bassermann in der Hauptrolle. Max Mack führte Regie in diesem Streifen, der als erster deutscher Autorenfilm gilt und dem neuen Medium künstlerisch zum Durchbruch verhalf.
Große Publikumserfolge feierte Lindau als Theaterautor zwischen 1870 und 1880 vor allem mit seinem zweiten Stück „Maria und Magdalena“. Auch als Romanautor – hier vor allem mit seinem Romanzyklus Berlin (1886–1888) – und Reiseschriftsteller hatte er eine breite Leserschaft.
Im Herbst des Jahres 1873 heiratete er in Berlin Anna Kalisch (1853–1919), eine Tochter des Schriftstellers und Kladderadatsch-Journalisten David Kalisch. Er hatte einen Sohn, Hans Lindau.
Lindau galt zeitweise als Kritikerpapst in Berlin, wurde aber auch wegen einer Affäre mit der Schauspielerin Elsa von Schabelsky zeitweilig heftig attackiert. Er profitierte auch von den Kontakten und dem Einfluss seines Bruders Rudolf Lindau, eines erfolgreichen Politikers und Publizisten.

## Werke
- Aus Venetien. Eine Sommerreise. Düsseldorf 1864. books.google.de
- Aus Paris. Beiträge zur Charakteristik des gegenwärtigen Frankreichs. Kröner, Stuttgart 1865; archive.org.
- (Anonym) Harmlose Briefe eines deutschen Kleinstädters. 2 Bände. Payne, Leipzig 1870–1871. (Digitalisat Band 1), (Band 2)
- Molière. Eine Ergänzung der Biographie des Dichters aus seinen Werken. Diss. Rostock 1871. Online
- Literarische Rücksichtslosigkeiten. Feuilletonistische und polemische Aufsätze. Barth, Leipzig 1872. Online
- Marion. Drama. Lucas, Elberfeld (1873). Online
- Diana. Schauspiel. Metzger u. Wittig, Leipzig 1873. books.google.de
- Vergnügungsreisen. Gelegentliche Aufzeichnungen. 1875. Online
- Gesammelte Aufsätze. Beiträge zur Literaturgeschichte der Gegenwart. 1875; Textarchiv – Internet Archive.
- Tante Therese. Schauspiel. Stilke, Berlin 1875. books.google.de
- Ein Erfolg. Lustspiel. Bloch, Berlin 1875.
- Der Zankapfel. Schwank. Teubner, Leipzig 1875.
- Nüchterne Briefe aus Bayreuth. Schottlaender, Breslau 1876. Online
- Johannistrieb. Schauspiel. Teubner, Leipzig 1877. Online
- Ueberflüssige Briefe an eine Freundin. Gesammelte Feuilletons. Schottlaender, Breslau 1877. hathitrust.org
- Alfred de Musset. Hofmann, Berlin 1877. hathitrust.org
- Verschämte Arbeit. Schauspiel. Freund u. Jeckel, Berlin 1881
- Aus dem literarischen Frankreich. Schottlaender, Breslau 1882
- Ferdinand Lassalle’s letzte Rede. Eine persönliche Erinnerung. Schottlaender, Breslau 1882; archive.org.
- Die Ermordung des Advocaten Bernays. Schottlaender, Breslau 1883; EBLOX (Memento vom 15. Juni 2019 im Internet Archive)
- Toggenburg und andere Geschichten. Schottlaender, Breslau 1883
- Aus der Neuen Welt. Briefe aus dem Osten und Westen der Vereinigten Staaten. Salomon, Berlin 1885; archive.org.
- Im Fluge. Gelegentliche Aufzeichnungen. Dürselen, Leipzig 1886. 2. Auflage: urn:nbn:de:kobv:109-1-13883943.
- Berlin. 1.–3. Reihe. Spemann, Stuttgart 1886–1888.
  - Der Zug nach dem Westen. Digitalisat (PDF; 326 MB)
  - Arme Mädchen.
  - Spitzen. archive.org.
- Die beiden Leonoren. Lustspiel. Breslau 1888
- Wunderliche Leute. Kleine Erzählungen. Breslau 1888.
- Interessante Fälle. Criminalprocesse aus neuester Zeit. Schottlaender, Breslau 1888
- Aus dem Orient. Flüchtige Aufzeichnungen. Schottlaender, Breslau 1890; archive.org.
- Die Sonne. Schauspiel. Entsch, Berlin 1891
- Vater Adrian und andere Geschichten. Schles. Buchdr., Kunst- u. Verl.-Anst., Breslau 1893.
- Altes und Neues aus der Neuen Welt. Eine Reise durch die Vereinigten Staaten und Mexico. 2 Bände. Duncker, Berlin 1893; (books.google.de) Nachdruck: Salzwasser Verlag, Paderborn 2012, ISBN 978-3-86444-437-1
- Der Andere. Schauspiel. Goldmann, New York 1893. Online
- Hängendes Moos. Roman. Schles. Buchdr., Kunst- u. Verl.-Anst., Breslau 1893; archive.org.
- Eine Yachtfahrt nach Norwegen: Tage und Nächte im milden Norden. Schottlaender, Breslau 1895. books.google.de.
- Die Brüder, Roman. Reissner, Dresden u. a. 1896
- Ferien im Morgenlande. Tagebuchblätter aus Griechenland, der europäischen Türkei und Kleinasien. Fontane u. Co, Berlin 1899
- An der Westküste Klein-Asiens. Eine Sommerfahrt auf dem Ägäischen Meere. Allg. Verein f. Deutsche Litteratur, Berlin 1900
- Ausflüge ins Kriminalistische. Langen, München 1909; archive.org.
- Nur Erinnerungen. 2 Bände. Cotta, Stuttgart u. a. 1916–1917. Band 1: archive.org – Band 2: archive.org.

## Filmografie (Auswahl)
- 1910: Vater und Sohn (Drehbuch)
- 1913: Der Andere (Drehbuch)
- 1913: Der letzte Tag (Drehbuch)
- 1913: Die Landstraße (Drehbuch)
- 1916: Die Tragödie auf Schloß Rottersheim (Drehbuch)
- 1918: Die blaue Laterne (Vorlage)
- 1918: Der Rubin-Salamander (Vorlage)
- 1919: Der Weg der Grete Lessen (Vorlage)
- 1920: Spitzen (Vorlage)
- 1930: Der Andere (Vorlage)
- 1930: Liebeskleeblatt (Vorlage)